# 부산국제영화고등학교
부산국제영화고등학교는 부산광역시 동구 고관로 68에 위치한 사립 고등기술학교이다.

## 개설 학과
- 영상연예과
- 영상그래픽과
- 영상헤어디자인과

## 학교 연혁
- 1956년: 한국고등기술학교 개교
- 1996년: 한국공업고등기술학교로 교명 변경
- 2000년: 부산국제영화고등학교로 교명 변경 및 학과개편